# Симфония № 101 (Йозеф Хайдн)
Симфония № 101 (популярна също и като Часовникът) (на английски: Symphony No. 101, the Clock Symphony) на Йозеф Хайдн принадлежи към така наречените лондонски симфонии на композитора, защото е написал произведението по време на престоя си в Лондон. Симфонията е наречена „Часовникът“ поради ритмичния си акомпанимент във втората част. Наименованието е дадено от публиката, както и голяма част от симфониите на Хайдн, носещи програмни заглавия. Изключения правят ранните симфонии № 6, 7 и 8, които са наречени от автора „Утро“, „Обед“ и „Вечер“. Симфония №101 е написана по класическия шаблон на произведението като цикъл от четири части и утвърждава уменията и приносите на Хайдн към жанра. Първата част е умерена и въвеждаща. Втората е много ритмична и скоклива. Третата завършва с менует или скерцо. Четвъртата е стремителна, тържествена и танцувална, водеща до финала, който се отличава със своята празничност.